# 馬其頓當代藝術美術館

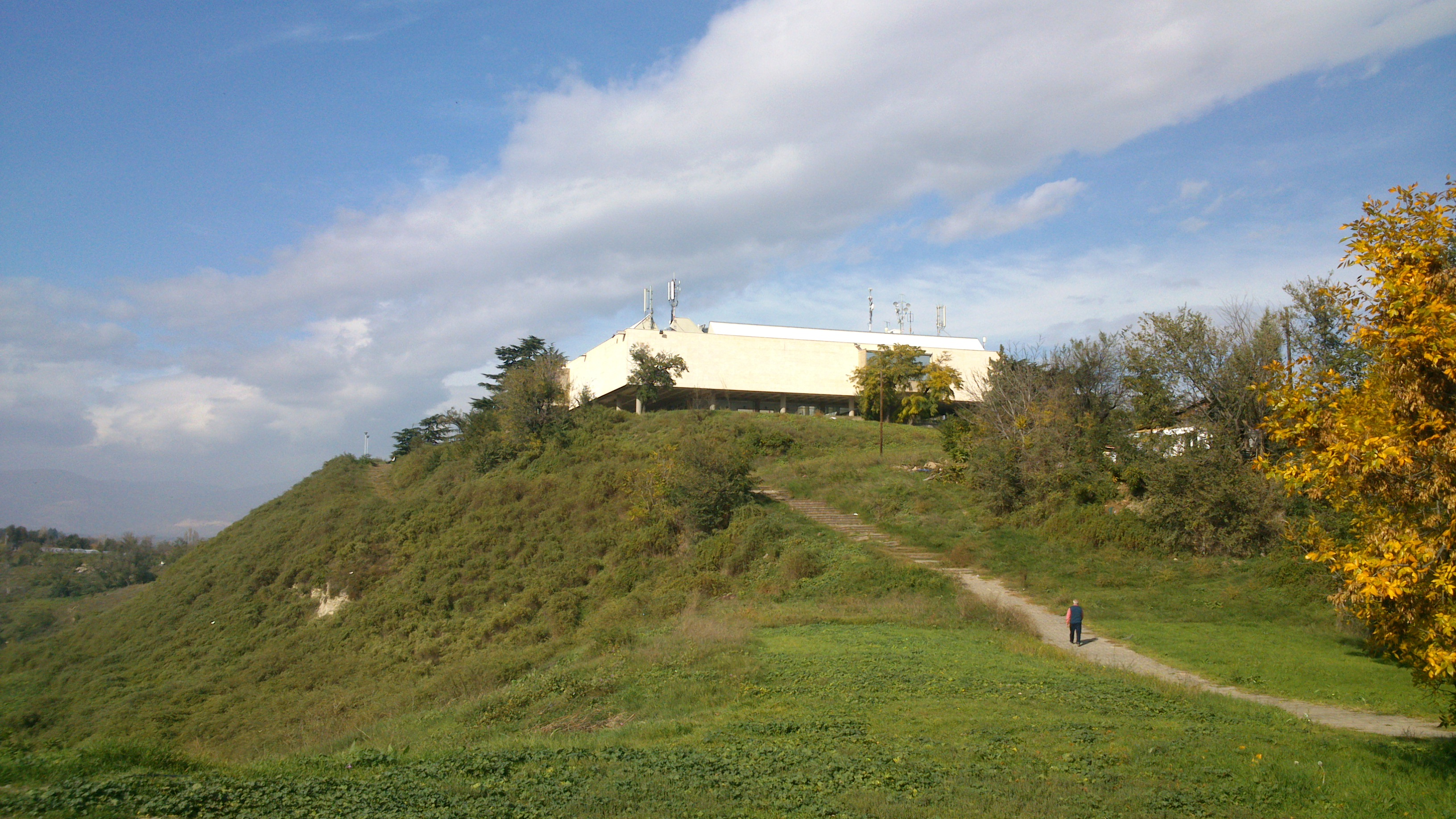
馬其頓當代藝術美術館

馬其頓當代藝術美術館是北馬其頓共和國最大的國立美術館之一，位於北馬其頓首都史高比耶。馬其頓當代藝術美術館設立於1963年斯科普里地震之後。美術館的建築工程費用由波蘭政府捐贈。馬其頓當代藝術美術館的展品分為國際區和國內區兩個部分。

## 外部連結
维基共享资源上的相關多媒體資源：馬其頓當代藝術美術館
- Official Website （英文） （馬其頓文）